# Torrot
Torrot Electric Europa S.L. es una empresa española dedicada a la fábrica bicicletas y ciclomotores. Se fundó en Vitoria, capital de la provincia de Álava en el País Vasco, en 1948 por Luis Iriondo. La empresa original cerró a mediados de la década de los 80 del siglo XX y fue nuevamente abierta en el año 2011. 
Su sede social se cambió de Mataró en Cataluña a Zaragoza durante el traslado de sedes sociales de Cataluña de 2017. También cuenta con el centro de producción en Salt en la Provincia de Gerona y el de investigación en Sevilla, Andalucía. Desde el año 2011 su línea de fabricación está centrada en vehículos ciclomotores y bicicletas avanzados de tracción eléctrica.
En noviembre de 2014 presentó la primera bicicleta eléctrica realizada en España.

## Historia
En el año 1948 Luis Iriondo funda en Vitoria la fábrica de bicicletas y ciclomotores Iriondo S.A. que dos años después (algunas fuentes afirman que fue en 1956)firma un acuerdo para la fabricación bajo licencia con la casa francesa de Dijon "Terrot" y crea la empresa "Terrot S.A.E.".
En 1958 la empresa francesa es adsorbida por Peugeot, que la hace desaparecer dos años después dejando a la española sin licencia de fabricación. Entonces Luis Iriondo toma la decisión de cambiar el nombre de su empresa y su marca convirtiéndola en "Torrot", marca con la que ocuparía un segmento significativo del mercado de bicicletas y motocicletas en España. También comercializó con la marca "CIL".
Vehículos como los ciclomotores Mustang o la TT, impulsados con motor Sachs, y bicicletas como la Cross MX compartieron espacio y mercado con los ciclomotores Mobylette de G.A.C. y con las bicicletas fabricadas por BH y Orbea.
La empresa cierra a principios de los años ochenta del siglo XX y reaparece en el año 2011 de la mano de una colaboración entre el Instituto Andaluz de Tecnología (IAT), el centro tecnológico catalán Fundación Ascamm, Automotive Technical Projects (ATP), el Grupo Constant y Edalma Inversiones con los propietarios de la marca Torrot, comprada por Xispa SL propiedad de Enrique Meseguer y Andreu Tuzón.
A principios de 2013 la sociedad propietaria de la marca Xispa se acoge a un  preconcurso de acreedores y Torrot Electric  Europa S.L. adquiere Xispa sus activos relacionados con la moto eléctrica así como la planta de Xispa en Vidreres. En noviembre de 2013 Torrot amplía capital y asume la planta de Xispa en Vidreres, se realiza una ampliación de capital de 400.000 € y desarrolla el ciclomotor Muvi que saca al mercado en 2014 comercializando también versiones infantiles de moto eléctrica y una bicicleta con batería. Entran en la empresa nuevas socios Cetemmsa (Centre Tecnològic del Maresme) y Eduard Torras (miembro de la familia propietaria y exdirectivo de la firma de componentes automovilísticos Zanini).
En noviembre de 2014 presentan una bicicleta eléctrica que es la primera diseñada y fabricada en España, la "CitySurfer" con una potencia de 250w y una autonomía de 50 o 60 km,  y una serie de motos eléctricas para niños con control paterno sobre la potencia del motor.
En febrero de 2015 Ivan Contreras Torres adquiere Torrot y la transforma en Torrot Electric Europa S.L. La inversión inicial es de 400.000 € que se completó con otros 600.000. con el propósito del desarrollo, fabricación y venta de vehículos ciclomotores eléctricos. Las previsiones iniciales eran de alcanzar los 5.000 vehículos producidos en el año 2015 y generar un negocio para ese año de seis millones de euros.
En noviembre de 2015 Torrot Electric Europa S.L., dirigida por Ivan Contreras Torres, adquiere la empresa "Gas Gas" dedicada a la fabricación de motos de Enduro y Trial que había entrado en concurso de acreedores. La inversión prevista por los nuevos propietarios es de 13 millones de euros en tres años. Se conservan 55 puestos de trabajo pasando los 34 restantes a una bolsa de trabajo que prevé hacer desaparecer tres años después cuando la plantilla pueda recuperar la dimensión inicial, con una producción anual de 8.000 motos de trial.
En esta operación participó el fondo Black Toro Capital (BTC) con una inversión de 13 millones de euros, que finalmente serían 15.
BTC cubrió una ampliación de capital de 5 millones de euros e inyectó otros 10 millones en forma de un préstamo participativo, con ello BTC llega a controlar el 30% de Torrot.
En 2016 la facturación fue de 16 millones de euros. El modelo eléctrico Muvi vendió 1200 unidades de enero a septiembre de 2017.
En 2017 Torrot exportó más del 90% su producción y su red comercial operaba en más de 30 países. Con una facturación de más de 35 M euros.
Su sede social se cambió de Mataró en Cataluña a Zaragoza durante el traslado de sedes sociales de Cataluña de 2017.

## Productos

### Productos anteriores

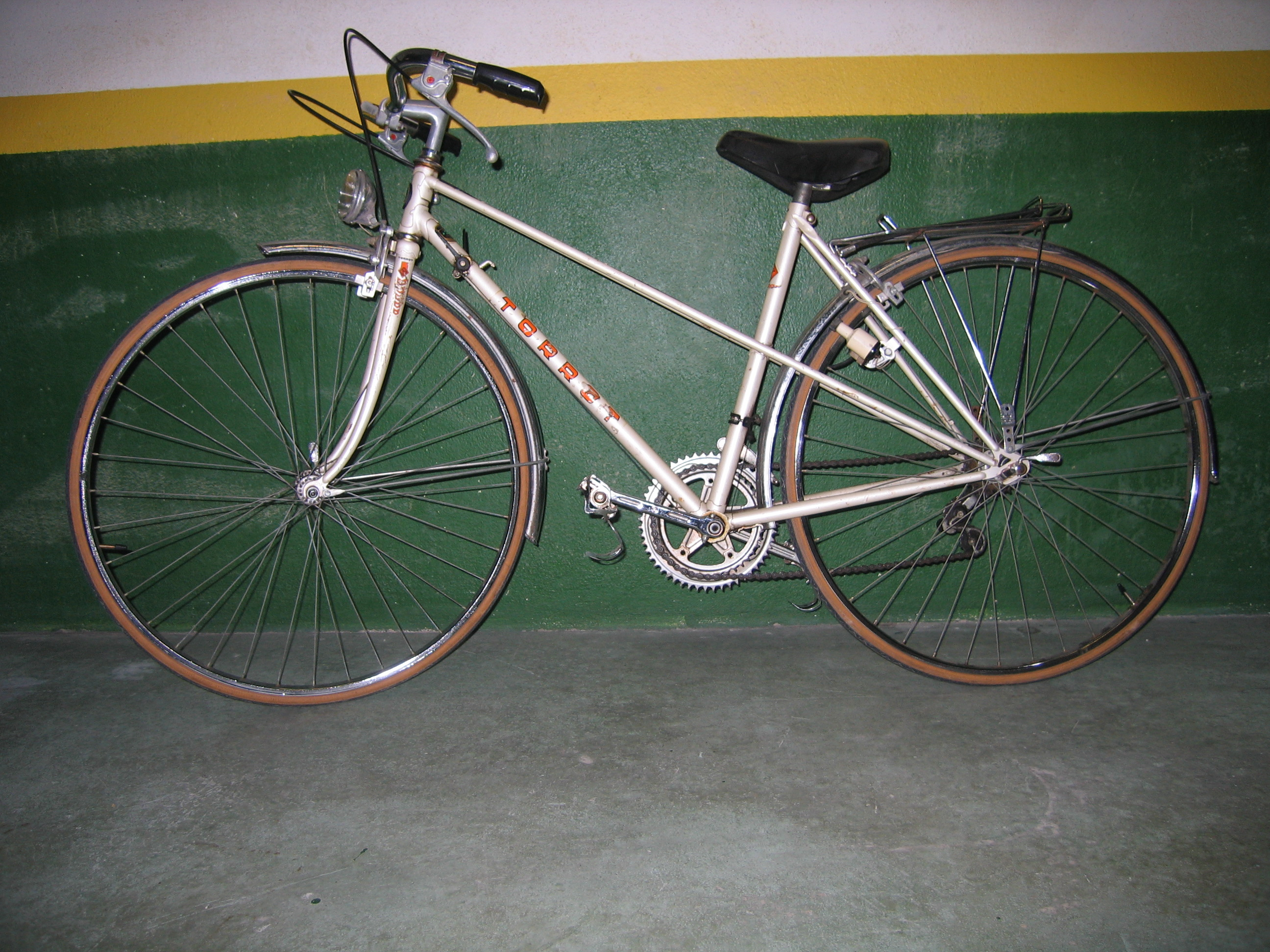
Bicicleta Torrot

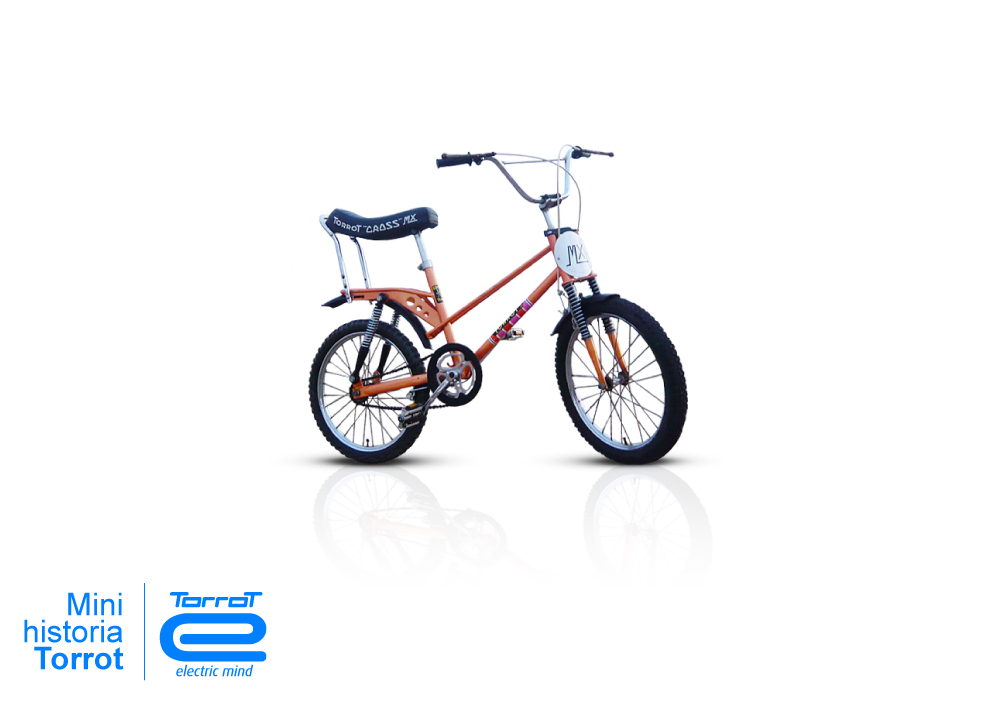
Torrot Cross MX 1980

Torrot fue una marca de bicicletas y motocicletas presente en el mercado español en la última mitad del siglo XX. Algunos de los modelos más populares fueron:
- Modelo Panther 49 de 1963.

- Modelo Campera 49 2v, de 1968. Destaca por su bajo mantenimiento y consumo de aceite y su gran autonomía.

- Torrot Tiburón de 1972.

- Torrot Campera de 1973. Con transmisión automática, ventilación forzada, pedales practicables, reposapiés y pedal de arranque.

- Modelo TT 50 Sachs con 4v de 1981. Chasis de doble cuna en tubo de acero.

- Torrot T.T. con el sabor de una bicicleta todoterreno, este vehículo fue de los más populares entre los destinados al mercado de infantil y juvenil. Una bicicleta que llamaba la atención por su forma en la que destacaba el tubo superior en forma de L, sus enormes guardabarros metálicos y un sillín desproporcionado.

- Torrot Cross MX de 1984. Un desarrollo más ambicioso del modelo Torrot T.T. que llegó a contar con cambio de tres velocidades, amortiguadores reales y frenos de tambor.

- Torrot Racer. Una bicicleta de carretera de 10 velocidades con cuadro de aceró 313 hecho a mano y componentes de aluminio.

- Ciclomotor City un ciclomotor de dos velocidades con motor SACHS.

### Productos actuales

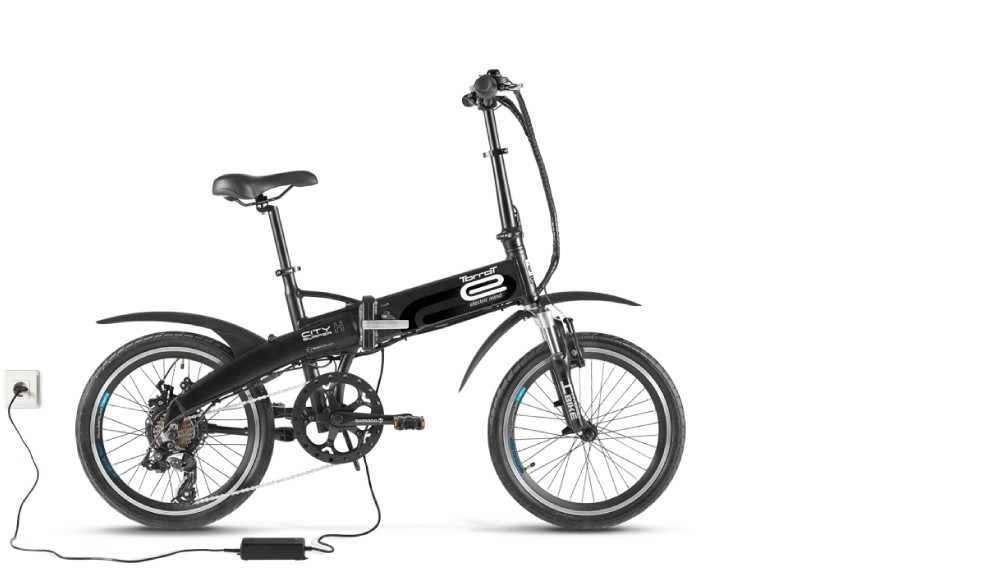
Torrot Citysurfer

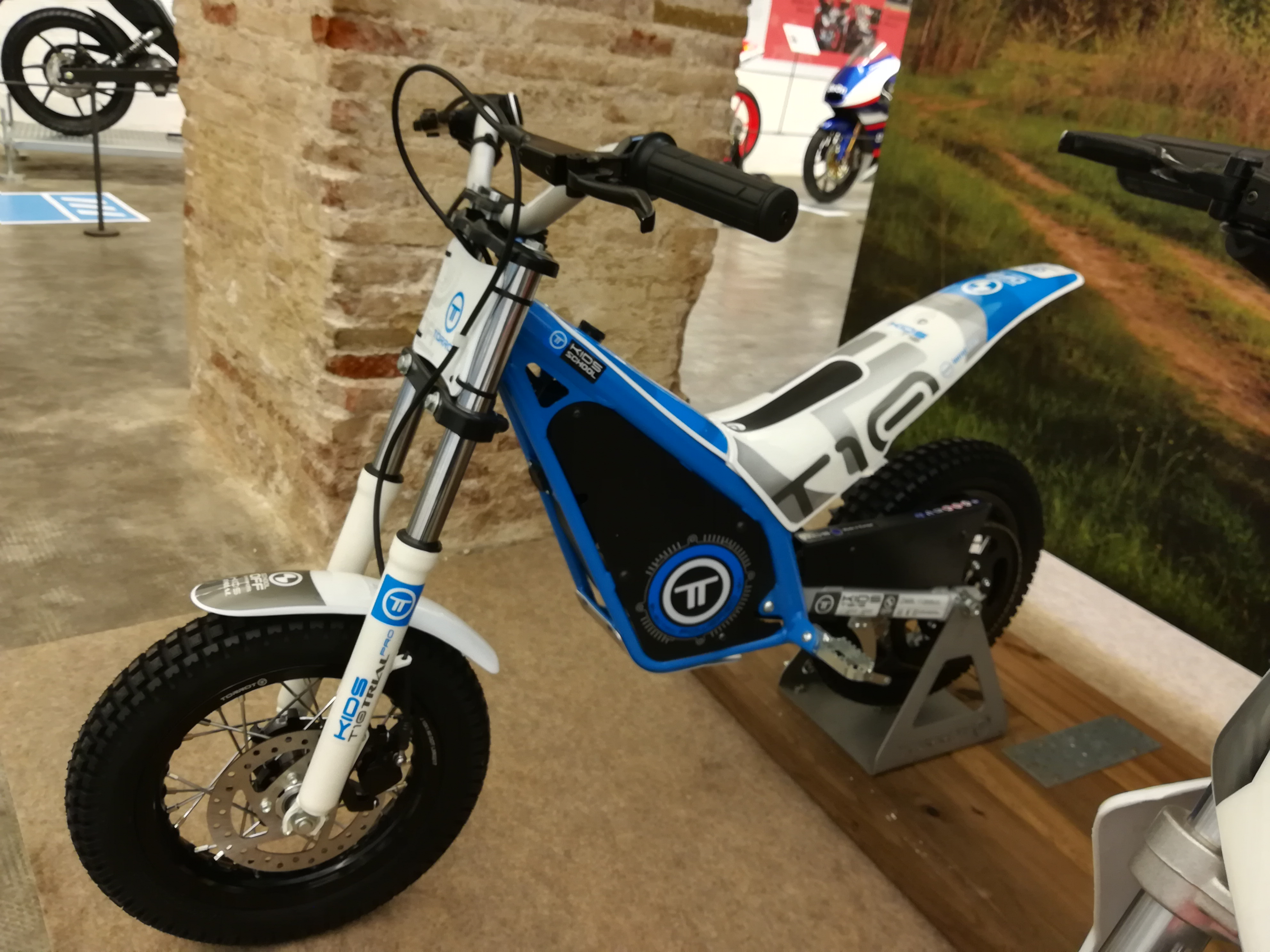
Torrot Electric T10 trial 2015

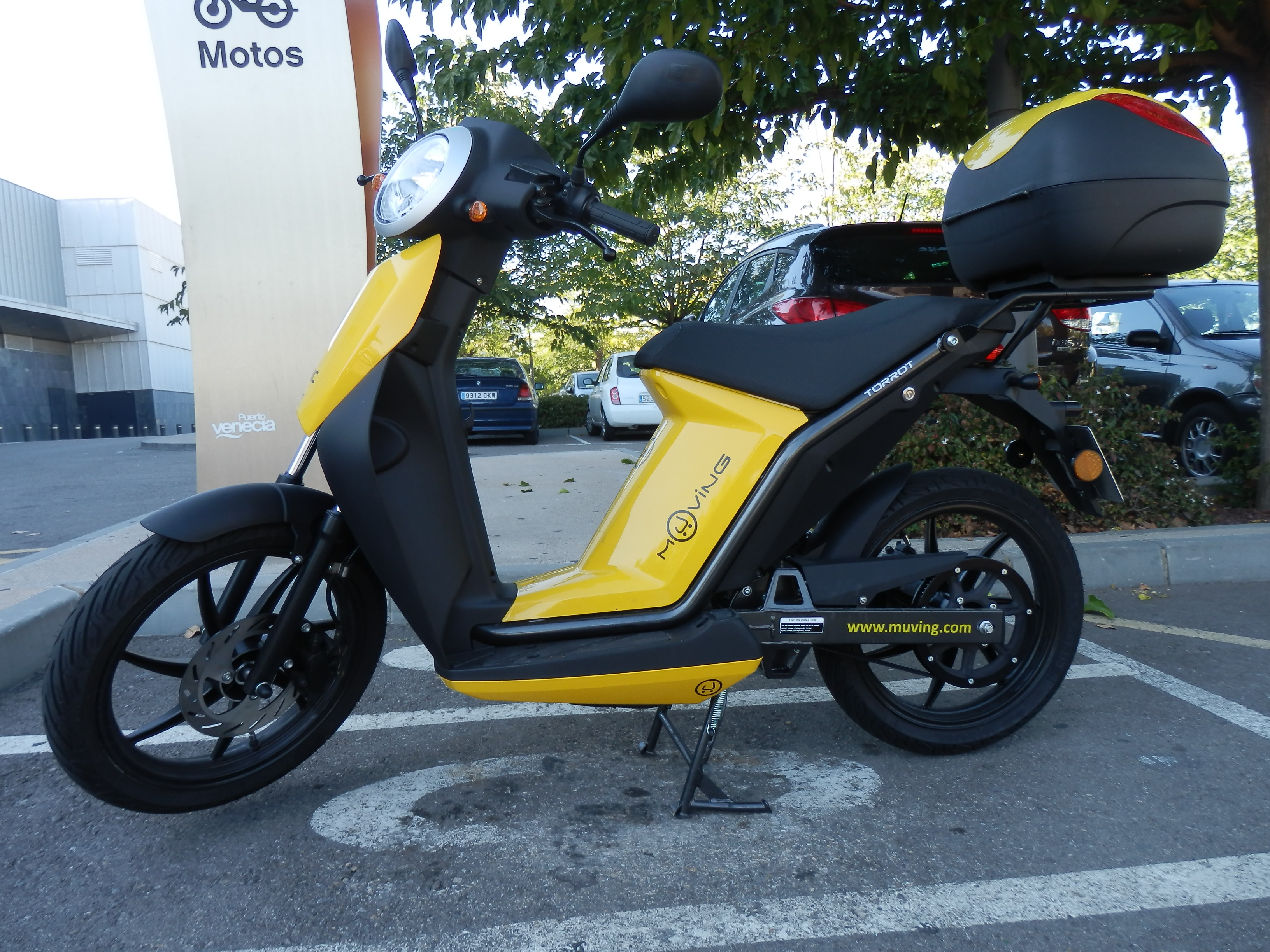
Torrot Muvi

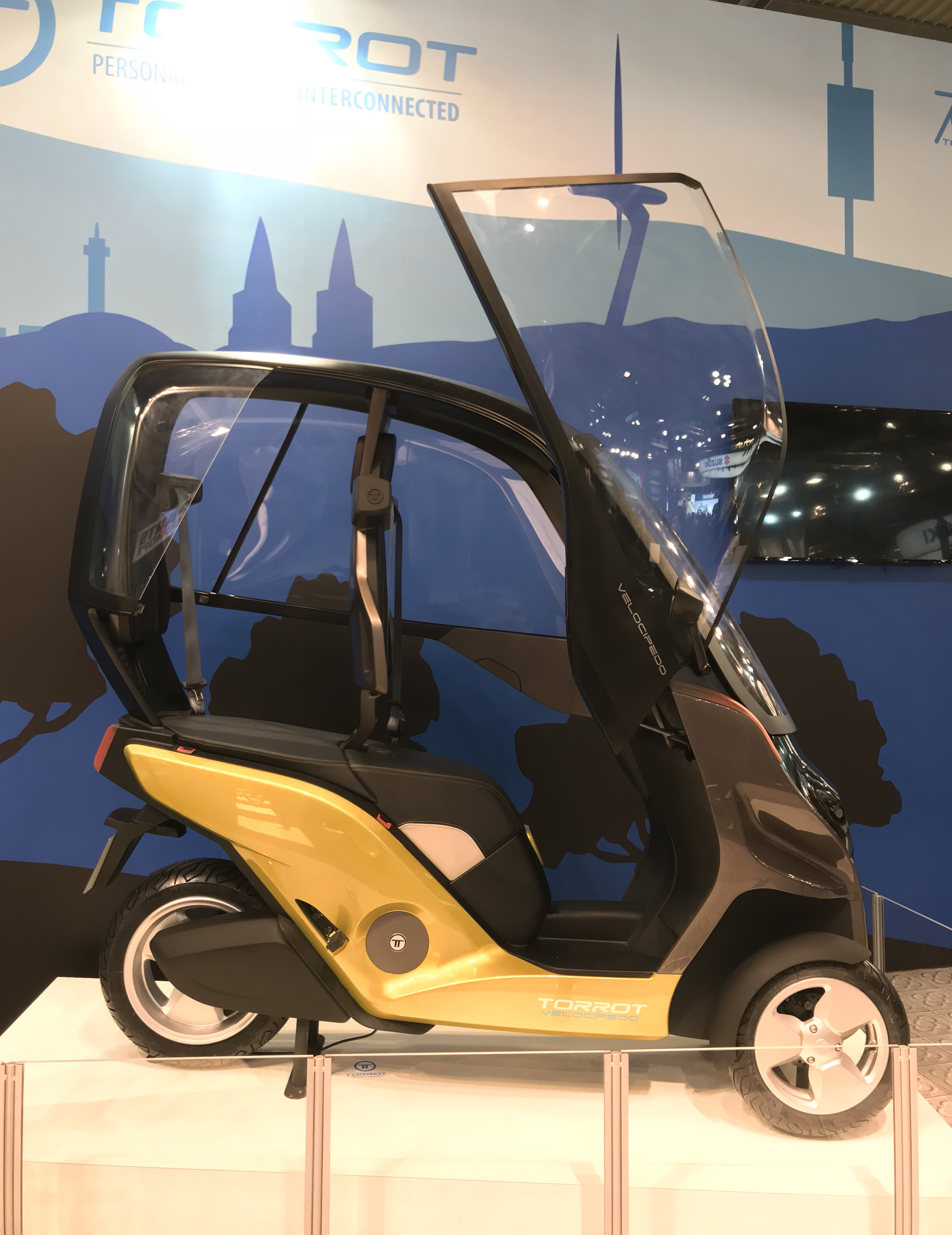
Velocípedo Torrot

Desde 2011 la empresa ha desarrollado vehículos eléctricos.
- Torrot CitySurfer. Primera bicicleta eléctrica diseñada y fabricada en España. Con un motor motor Brushless Geared 36V de 250 W de potencia y una autonomía de unos 60 km y es pequeña y plegable con seis velocidades. Tiene suspensión Hidráulica XCT Aluminio/Acero en la horquilla delantera y el cuadro fabricado en Aluminio 6061. Pesa 19 kg .

- Motos E10, E12 y T10, T12 y S10, S12. Destinadas a niños de entre 3 y 12 años con un motor controlado por software y supervisor paterna para la regulación de potencia.

- Legend Series SIC58. Edición limitada de una S12 con serigrafía de Marco Simoncelli.[10]

- Torrot Muvi. Scooter eléctrico urbano.[11]

- Torrot Velocípedo. Vehículo eléctrico de 3 ruedas apto para 2 pasajeros. Se comercializará a finales de 2018.